# 平壤音樂舞蹈大學
平壤音樂舞蹈大學（朝鲜语：／）位於朝鲜平壤市大同江東岸塔濟大街。1994年該校分為音樂和舞蹈兩大學部。音樂學部下置8個學系15個專業，舞蹈學部下置2個學系，另設民族聲樂研究室、舞譜研究室等40多個教研室。該校亦設研究生院、博士院。學制為5年（有說為8年），實行2年淘汰制。該校除可頒授學士學位外，還可以頒授副博士和博士學位。1999年該校有2500名學生。

## 历史
1946年9月26日，崔承喜在平壤大同江畔创建了“国立崔承喜舞蹈研究所”，培养朝鲜第一代舞蹈家。该研究所于1952年成为“崔承喜舞蹈学校”，1953年12月与同年创建的“同立艺术剧场”附属艺术学校合并为“平壤综合艺术学校”，1956年更名为“国立舞蹈学校”，1962年以创作并演出舞剧《红旗》之机，升格为“平壤艺术大学”，1971 年同“平壤音乐大学”合并为“平壤音乐舞蹈大学”。

## 學科設置
音樂學部
- 聲樂系
  - 洋聲樂專業（以西洋發聲方法培養學生）
  - 民族聲樂專業（培養本國民族聲樂人才）
  - 特殊聲樂專業（培養通俗歌手）
- 作曲系
- 鋼琴系
- 管弦系
  - 民族管弦專業
  - 西洋管弦專業
- 指揮系

舞蹈學部
- 民族舞蹈系
- 芭蕾舞系（其中設現代舞專業）

民族聲樂研究室
- 該研究室每年會派員到民間搜集民歌，再把民歌重新填詞、改編，使之成為新作品，然後透過朝鮮中央電視台、平壤市電視台以及電台廣播。該研究室每年又會舉辦全國民間聲樂比賽。

舞譜研究室
- 該研究室於1972年創立，研究利用線條及字母的方式記錄舞蹈，到了80年代，該研究室把朝鮮舞譜改進至用三條線和34個字母（15個母音字、19個子音字）記錄舞蹈，有意見謂該舞譜能夠媲美“拉班舞譜”、“以色列舞譜”和“英國舞譜”。[2]

## 著名教員
朝鮮著名聲樂教育家、男高音歌唱家、人民演員宋大元教授，他曾留學意大利和保加利亞。
該校音樂舞蹈研究所所長、藝術學博士朴正南教授，著作有《演奏原理》、《指揮法》、《樂器學》等十多部和100多篇論文。他培養了多名人民藝術家、功勛藝術家、作曲家、碩士和博士。

## 著名畢業生
朝鮮國立交響樂團指揮、功勛藝術家金浩允畢業於該校指揮系。

## 扩展阅读
1. 楊滿年，《平壤音樂舞蹈大學聲樂教學評介》，出自《西北師大學報（社會科學版）》。1994年，第31卷第1期：88-89頁。
2. 藝術家的搖籃——訪平壤音樂舞蹈大學（人民日報通訊）[永久]